# Seznam črnogorskih tenisačev
Seznam črnogorskih tenisačev.

## B
- Vladica Babić
- Tamara Bojanić
- Nikoleta Bulatović

## Č
- Ljubomir Čelebić

## K
- Nina Kalezić
- Danka Kovinić
- Danica Krstajić

## T
- Goran Tošić

## V
- Ana Veselinović